# دهه ۵۸۰ (میلادی)
دهه ۵۸۰ (میلادی) دهه پنجاه و هشتم تقویم میلادی است.

## درگذشتگان
‎